# Revista Brasileira de Linguística Aplicada
A Revista Brasileira de Linguística Aplicada é um periódico científico editado pela Faculdade de Letras da UFMG. Publicada desde seu lançamento em 2001, faz parte da Coleção do Scielo e está indexada em vários indexadores como Latindex e DOAJ.
Na avaliação do Qualis realizada pela CAPES, este periódico foi classificado no extrato A1 para a área de Linguística.